# Celio Calcagnini

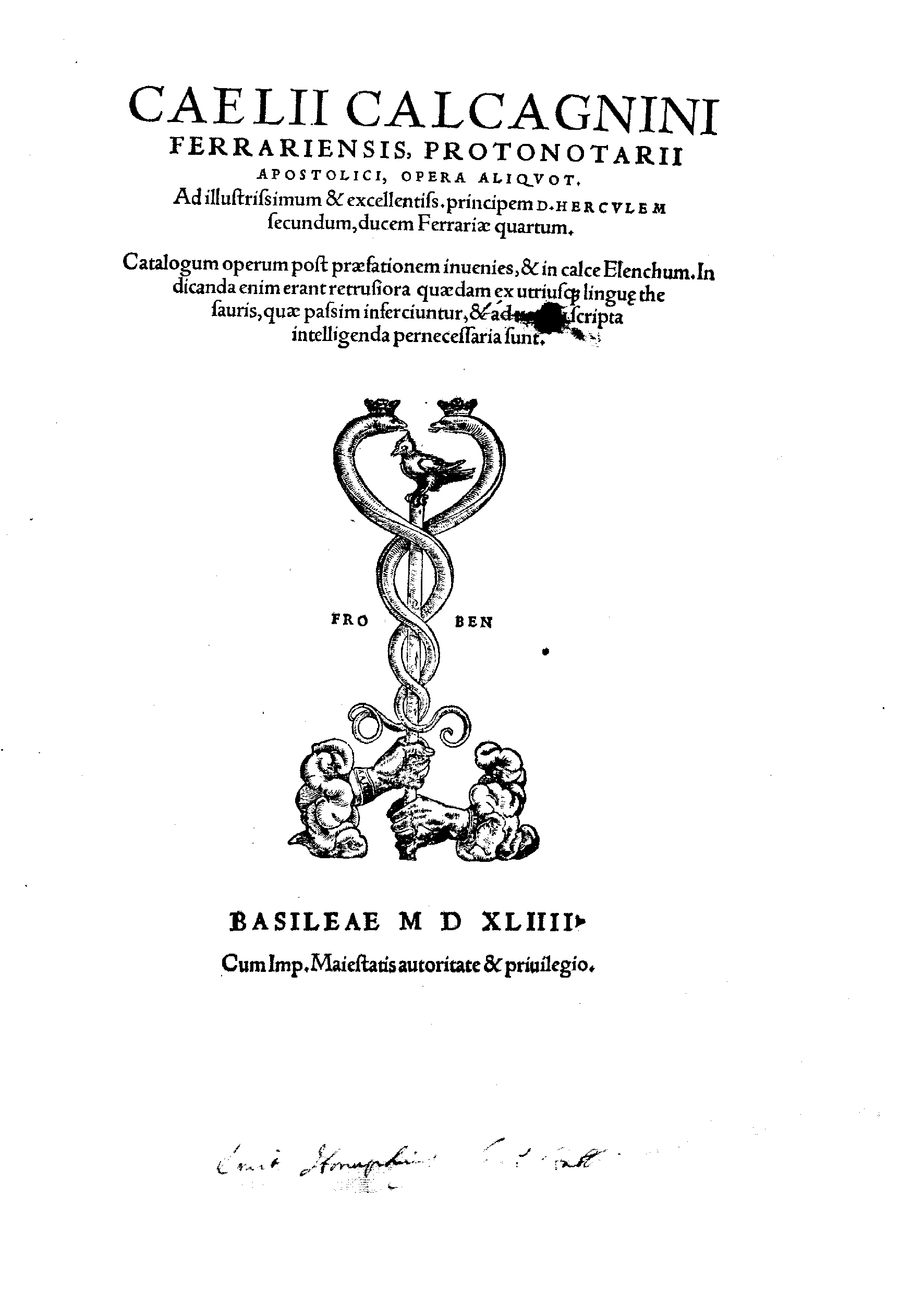
Opere, 1544.

Celio Calgagnini, även känd som Caelius Calcagnius, föddes 17 september 1479 i Ferrara, Italien, och dog 24 april 1541 i Ferrara. Han var en italiensk humanist och vetenskapsman.

## Biografi
Calcagnini samlade en bred erfarenhet som soldat, akademiker, diplomat och från kansliet hos kardinal Ippolito d'Este. Han var involverad i både kejserliga krig och påvekrig. Han konsulterades också av Richard Croke, på uppdrag av Henrik VIII av England, angående den senares skilsmässa.
Calcagnini utövade ett stort inflytande på François Rabelais litterära och språkliga idéer och förmodas ha träffat honom i Italien. Han var lärare åt Clément Marot och lovordades av Erasmus av Rotterdam. Även Giovanni Battista Giraldi var hans elev och efterträdde honom vid universitetet i Ferrara.
Calcagnini hade ett samtida gott renommé som astronom och skrev bland annat om jordens rotation. Han var bekant med Copernicus i Ferrara i början av 1500-talet. Calcagninis Quod Caelum Stet, Terra Moveatur (ca 1525) är föregångare till De Revolutionibus av Copernicus, även om A. C. Crombie ansåg hans rotationsteori som "vag".

## Kritik mot Luther
Calcagnini tog, som en av ledarna för den intellektuella debatten i Ferrara, en fast hållning mot Martin Luthers idéer. Inspirerad av Erasmus De libero arbitrio, skrev han om detta i uppsatsen Libero Animi motus, som gavs ut 1525 efter påtryckningar från Erasmus själv. Det var i synnerhet Luthers doktrin om predestination som stod i motsats till Erasmus humanistiska idéer om människans frihet.

## Publikationer
- Opera aliquot (1544)
- pistolarum criticarum et familiarum libri XVI, Amberg, 1608